# Rhegmatophila vinculum
Rhegmatophila vinculum är en fjärilsart som beskrevs av Erich Martin Hering 1936. Rhegmatophila vinculum ingår i släktet Rhegmatophila och familjen tandspinnare. Inga underarter finns listade.